# Genesis (album de Busta Rhymes)
Pour les articles homonymes, voir Genesis.
Albums de Busta Rhymes
Anarchy
(2000) It Ain't Safe No More
(2001)
Singles
1. Break Ya Neck
Sortie : 2001
2. What It Is
Sortie : 2001
3. As I Come Back
Sortie : 2001
4. Pass the Courvoisier, Part II
Sortie : 2002

Genesis est le cinquième album studio de Busta Rhymes, sorti en 2001
L'album, qui s'est classé 2e au Top R&B/Hip-Hop Albums et 7e au Billboard 200, a été certifié disque de platine par la RIAA le 11 mars 2002.
Le titre Shut 'Em Down 2002 est une réinterprétation de Shut 'Em Down de Public Enemy par Pete Rock.
Make It Hurt est présent  dans le jeu vidéo Def Jam: Fight for NY (2004) et on retrouve la chanson Holla dans le film The Wash, sorti la même année, avec notamment Dr. Dre et Snoop Dogg.

## Liste des titres
| No  | Titre                                                                             | Contient un (des) sample(s) de | Durée |
| --- | --------------------------------------------------------------------------------- | --- | ----- |
| 1.  | Intro (featuring Clive Davis – Produit par Nottz)                                 | | 2:48  |
| 2.  | Everybody Rise Again (Produit par Just Blaze)                                     | | 4:13  |
| 3.  | As I Come Back (Produit par The Neptunes)                                         | Scenario de A Tribe Called Quest featuring Leaders of the New School                                                                          | 3:19  |
| 4.  | Shut 'Em Down 2002 (Produit par Pete Rock)                                        | Shut Em Down (Pe-te Rock Mixx) de Public Enemy                                                                                                | 2:55  |
| 5.  | Genesis (Produit par Jay Dee)                                                     | Cosmic Mind Affair d'Acqua Fragile | 3:56  |
| 6.  | Betta Stay Up in Your House (featuring Rah Digga – Produit par Yogi)              | Eddie You Should Know Better de Curtis Mayfield                                                                                               | 3:18  |
| 7.  | We Got What You Want (Produit par Just Blaze)                                     | | 3:51  |
| 8.  | Truck Volume (Produit par Dr. Dre)                                                | | 3:35  |
| 9.  | Pass the Courvoisier (featuring Diddy – Produit par Nottz)                        | Scenario de A Tribe Called Quest featuring Leaders of the New School Easy Come Easy Go / Hold De Mota Down d'Odyssey Shake Ya Ass de Mystikal | 4:36  |
| 10. | Break Ya Neck (Produit par Dr. Dre et Scott Storch)                               | Give It Away des Red Hot Chili Peppers | 3:51  |
| 11. | Bounce (Let Me See Ya Throw It) (Produit par Mel-Man)                             | | 3:19  |
| 12. | Holla (Produit par Dr. Dre)                                                       | | 4:34  |
| 13. | Wife In Law (featuring Jaheim – Produit par Diamond D)                            | | 4:03  |
| 14. | Ass on Your Shoulders (featuring Kokane – Produit par Battlecat)                  | | 4:42  |
| 15. | Make It Hurt (Produit par Jay Dee)                                                | | 3:23  |
| 16. | What It Is (featuring Kelis – Produit par The Neptunes)                           | | 3:38  |
| 17. | There's Only One (featuring Mary J. Blige – Produit par Michaelangelo)            | | 4:23  |
| 18. | You Ain't Fuckin' wit Me (Produit par Michaelangelo)                              | | 3:27  |
| 19. | Match the Name with the Voice (featuring Flipmode Squad – Produit par Just Blaze) | The Streets of San Francisco de Patrick Williams                                                                                              | 5:59  |
| 20. | Bad Dreams (Produit par Nottz)                                                    | Noel Nouvelet (traditionnel) | 3:17  |